# Oecetis pilosa
Oecetis pilosa är en nattsländeart som beskrevs av Banks 1937. Oecetis pilosa ingår i släktet Oecetis och familjen långhornssländor. Inga underarter finns listade i Catalogue of Life.